# 文鶴野球場
文鶴野球場（ムナクやきゅうじょう、ハングル: 문학야구장、Munhak Baseball Stadium）は、韓国の仁川広域市弥鄒忽区にある野球場である。仁川広域市をホームタウンとするKBOリーグ・SSGランダースの本拠地。収容人数27,800人の韓国を代表する野球場で、2002年に開場。内外野ともに天然芝で、バックスクリーン上には横63m、縦18mの韓国最大級の超大型電光掲示板「ビッグボード」が設置されている。2015年からSKグループにより呼称を「仁川SK幸福ドリーム球場」（ハングル: 인천SK행복드림구장、英語: Incheon SK Happy Dream Park）としてきたが、2021年3月、SKワイバーンズが新世界グループへの球団売却でSSGランダースに改称したため、「仁川SSGランダースフィールド」（ハングル: 인천SSG랜더스필드、英語: Incheon SSG Landers Field）に変更された。施設は仁川広域市施設管理公団が所有しているが、当球場全体の管理権限はSSGランダースにある。

## 概要

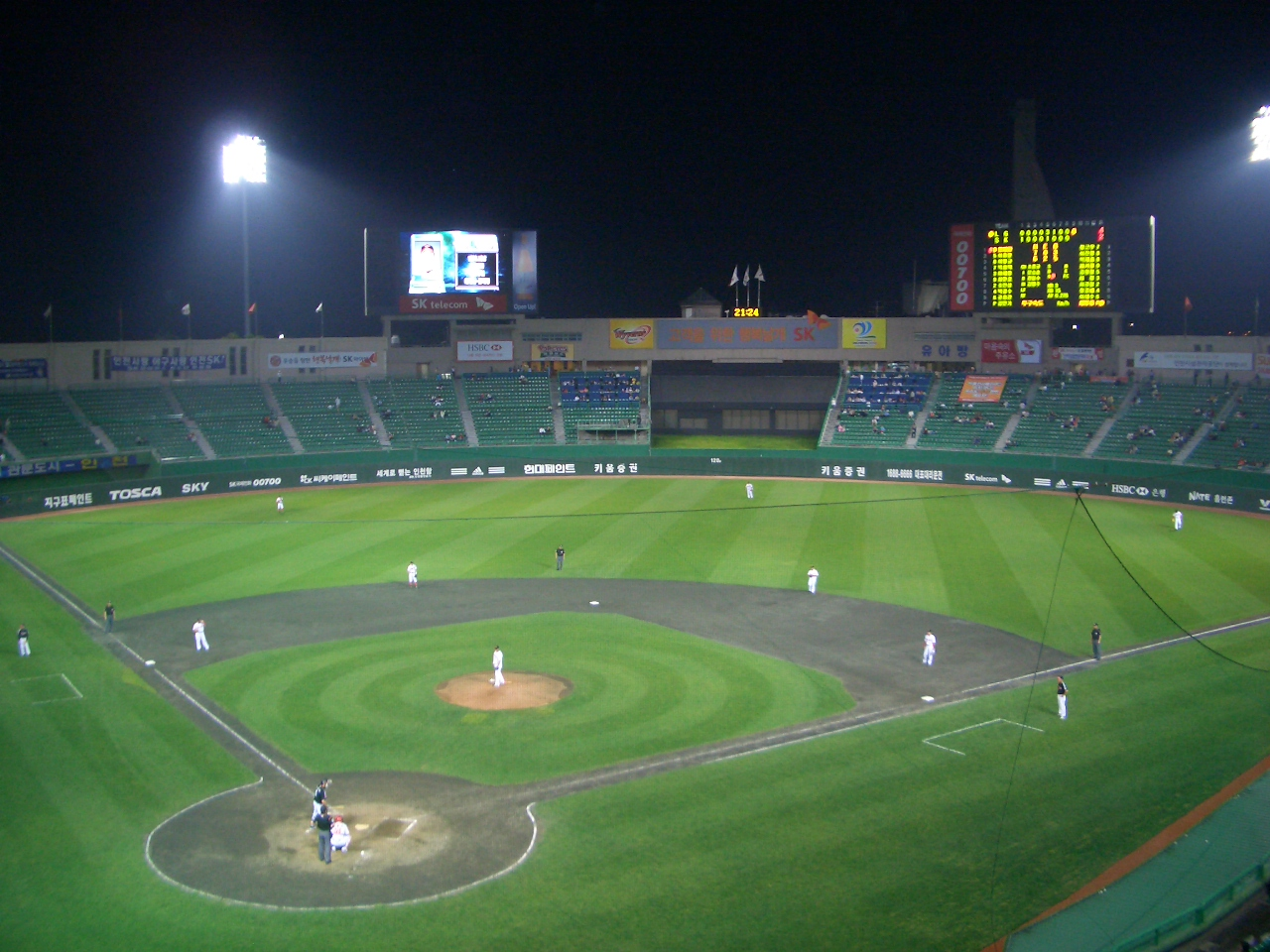
改修前の文鶴野球場

設計当時、アメリカ合衆国のロサンゼルスにあるドジャースタジアムを参考にしたという話が伝えられている。 高い外野フェンスや2枚の電光掲示板、サンドイッチパネル式スタンドなど全体的な形もドジャースタジアムに似ている。フィールドは社稷野球場と似ており、プロ野球のホームスタジアムの中では平均よりも若干大きい。また、全面天然芝の球場である。
開場当時のグラウンドの大きさは左右95m、中堅120m、外野フェンスの高さ2.8mであり、韓国の野球場では初めて外野に投手ブルペンが設置された。2009年度シーズンオフの改装工事で外野席の一部をバーベキューゾーンに変更し、内野のテーブル指定席を倍に増やしたため座席数が既存の30,400席から27,800席に減った。
2008年、仁川公設運動場野球場が都市計画により閉場となり、プロ野球の試合を行うことができる仁川広域市内の野球場は本球場のみとなる。 
プロ野球の主催試合に加えてアマチュア野球の試合にも使用されており、今まで第6回アジア青少年野球選手権、韓国ティーボール協会全国小学生ティーボール大会などの競技が開催されている。2002年、2005年、2008年に本球場でKBOオールスターゲームが開催された。

## 歴史
1994年、大韓民国全国体育大会開催のための仁川文鶴競技場建設計画の一環として本球場が同時着工。
2002年、隣接する仁川文鶴ワールドカップ競技場と共に開場。当初、グラウンド内の土は赤土が使用されていたが、水はけの悪さから2005年から黒土となっている。
現在の韓国プロ球団のホーム球場の中でも特に優れた施設と設備の充実さ、そして観戦の快適さを誇る。ワールド・ベースボール・クラシックで見せられた日本やアメリカの球場設備の充実さに刺激され、地方のプロ球団の本拠地球場の老朽化が問題になっていた韓国球界にとって、地方の各都市に作られるべき球場の見本として取り上げられてきた。その影響で2014年光州起亜チャンピオンズフィールドが完成するなど、韓国では新球場の建設や全面改装が相次いでいる。
2007年に韓国では初めて内野席に横長のオーロラビジョンが設置されるなど、メジャーリーグのボールパークを意識した雰囲気作りが進められている。
2009年の各種施設の改修及び拡張のため、受容人員が減って現在は満席で27,800人になっている。
2005年6月29日には日本プロ野球の千葉ロッテマリーンズ－福岡ソフトバンクホークス戦が行われる予定であったが、興行面での調整がつかず中止となっている。
2007年の韓国シリーズ（韓国プロ野球決勝戦）でSKワイバーンズ（レギュラーシーズン1位）が斗山ベアーズを相手に初の韓国リーグチャンピオンを決定したのもこの会場だった。蚕室に続いて当球場でのボールカウントも国際基準に合わせて『SBO』から『BSO』に改修された。
2013年11月よりSKワイバーンズが民間委託運営者となり、本球場と隣接する仁川文鶴競技場を運営している。
2014年9月、木洞野球場とともに仁川アジア大会の野球会場として利用され、決勝戦では韓国が優勝した。
2015年3月末からSKの主催試合ではSKグループが命名権を取得し、「仁川SK幸福ドリーム球場」の呼称を使用するようになった。
2016年より、既存の外野の電光掲示板を撤去し横63m、縦18mの超大型電光掲示板「ビッグボード」をセンターバックスクリーン上に設置した。
2021年、SKワイバーンズが新世界グループへの球団売却でSSGランダースに改称したため、「仁川SSGランダースフィールド」（ハングル: 인천SSG랜더스필드、英語: Incheon SSG Landers Field）に改称された。

## 交通機関
- 仁川都市鉄道1号線・文鶴競技場駅下車2番出口徒歩2分。ソウルの中心部からは、首都圏電鉄1号線で仁川方面への電車に乗り、富平駅で仁川1号線に乗り換え、約1時間10分 - 30分程度かかる。仁川国際空港からは市内バスで1時間30分程度、電車では空港鉄道一般列車で桂陽駅から仁川1号線を乗り継ぎ1時間10分程度。